# Trận Aspern-Essling
Trận Aspern-Essling diễn ra từ ngày 21 đến ngày 22 tháng 5 năm 1809 giữa 2 làng Aspern và Essling gần Viên (Áo), trong chiến tranh Liên minh thứ năm và Chiến tranh Napoléon. Tại đây, quân đội Áo dưới sự chỉ huy của đại công tước Karl Ludwig đã bẻ gãy cuộc tấn công của quân đội Pháp do hoàng đế Napoléon chỉ huy vào đồng bằng Marchfeld trên tả ngạn sông Donau. Thương vong của quân Pháp rất nặng, đặc biệt trong số này có Jean Lannes là một trong những tướng giỏi nhất của Napoléon. Đây là thất bại lớn đầu tiên của một đạo quân Pháp do đích thân Napoléon cầm đầu. Tuy nhiên, Karl Ludwig đã không phát huy chiến thắng này để tiêu diệt quân chủ lực Pháp và ép Pháp ký hòa ước với Áo. Điều này đã để lại hậu quả tai hại cho người Áo, khi quân đội Pháp vượt sông Donau lần thứ hai và đánh bại quân đội Áo trong trận Wagram đầu tháng 7 năm 1809.

## Bối cảnh
Ngày 10 tháng 4 năm 1809, chiến tranh Liên minh thứ năm bùng nổ khi quân đội Áo tấn công Bayern – một chư hầu của Pháp ở Nam Đức. Dưới sự chỉ huy trực tiếp của hoàng đế Napoléon I, đại quân Pháp đã phản kích vào Bayern và đến cuối tháng 4, quân Áo bị đánh bật vào lãnh thổ nước họ. Sau đó, Napoléon truy kích sang đất Áo và chiếm được kinh đô Viên ngày 12 tháng 5. Tuy nhiên, quân chủ lực Áo đã rút lui an toàn về đồng bằng Marchfeld trên bờ bắc sông Donau. Do vậy, ngay sau khi chiếm Viên Napoléon ráo riết chuẩn bị vượt sông Donau để truy diệt đội quân mạnh nhất của Áo. Ngày 13 tháng 5, thống chế Pháp Jean Lannes tổ chức đánh chiếm cầu Nuisdorf, nơi có 2 tiểu đoàn Vệ binh quốc gia Viên chốt giữ. Quân Áo đã bẻ gãy các đợt công kích của Pháp và loại 700 quân của Lannes khỏi vòng chiến. Không chiếm được cầu Nuisdorf, Napoléon quyết định chọn đảo Lobau (một trong những hòn đảo nhỏ giữa lòng sông Donau) làm điểm vượt sông mới của mình. Ông ta cho công binh xây các cầu từ Kaiser Ebersdorf ở bờ nam đến đảo Lobau, và từ Lobau đến bờ bắc sông Donau. Trong 2 ngày 20 – 21 tháng 5, các đơn vị Pháp tuần tự vượt sông Donau và đến sáng ngày 21 tháng 5, Napoléon đã đưa được khoảng 4 vạn quân lên đồng bằng Marchfeld.
Tổng chỉ huy đội quân chủ lực Áo là thống chế-đại công tước Karl Ludwig, em ruột của hoàng đế Franz I. Do xét thấy địa hình đảo Lobau không thuận lợi cho quân đội Áo phát huy đầy đủ sức chiến đấu, Karl quyết định không ngăn cản quân Pháp vượt sông Donau. Thay vì đó, Karl bí mật tập trung 95800 quân trên mạn đông bắc đồng bằng Marchfeld, gồm 4 quân đoàn I, II, IV và VI (lần lượt do các tướng Heinrich von Bellegarde, Friedrich von Hohenzollern-Hechingen và Johann von Hiller chỉ huy) cùng quân đoàn dự bị (gồm bộ binh xung kích và kỵ binh) do vương công Johann I Josef xứ Liechtenstein chỉ huy. Chủ trương của Karl là để yên cho một bộ phận lớn quân địch vượt sang bờ bắc, sau đó ông ta sẽ tấn công cô lập lực lượng này trước khi quân chủ lực của Napoléon kịp kéo đến Marchfeld. Karl chỉ đặt mục tiêu hạn chế là ép quân Pháp lui về đảo Lobau, chứ không có dự định tiêu diệt quân chủ lực Pháp. Công binh Áo cũng thả nhiều thuyền lửa, cối xay nước và cây trôi sông để phá hỏng chiếc cầu được xây vội từ Lobau đến Marchfeld, làm công binh Pháp tốn nhiều thời gian phục chế cầu, và quan trọng hơn nữa, là khiến Napoléon không thể nào đưa toàn bộ binh lực sang sông trong trận đánh sắp tới.
Sau khi vượt sang bờ bắc sông Donau trong đêm ngày 20 tháng 5, thống chế Pháp André Masséna đã leo lên tháp nhà thờ thị trấn Aspern và quan sát thấy một ít đốm lửa trại của Áo. Masséna lập tức báo cáo với Napoléon rằng quân đội Áo đang triệt thoái. Napoléon đích thân vượt sông Donau vào ngày 21 tháng 5, rồi ông ta ra lệnh tăng cường phòng thủ các đầu cầu quân Pháp trên bờ bắc. Tuy nhiên Masséna chỉ phòng bị sơ sài vì ông ta nghĩ rằng việc cố thủ đầu cầu là không cần thiết trong lúc quân Áo đang rút chạy. Thực tế hoàn toàn trái ngược với suy nghĩ của Masséna: cuối ngày 20 – đầu ngày 21 tháng 5, quân đội Áo đã bắt đầu di chuyển về phía tây Marchfeld, để đột kích vào quân đoàn IV của Masséna giữa 2 làng Aspern và Essling. Karl dự định tập trung các quân đoàn I, II và IV, I công kích cánh trái quân Pháp tại Aspern, trong khi quân đoàn IV đánh thốc vào cánh phải đich ở Essling. Đồng thời, Karl bài trí quân đoàn kỵ binh dự bị ở trung tâm đội hình để ngăn chặn, tiêu diệt kỵ binh Pháp phản kích.

## Trận đánh

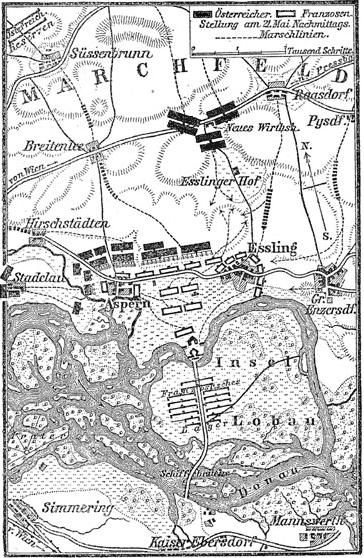
Các vị trí của quân Pháp (đen) và Áo (trắng) tại Essling ngày 21 tháng 5 năm 1809

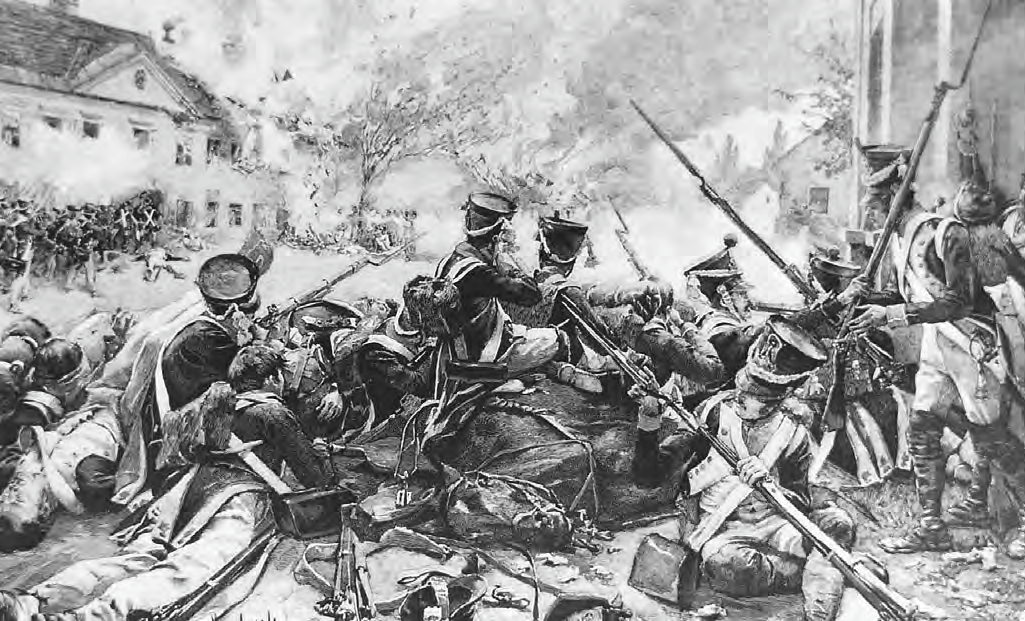
Bộ binh 2 phe giao chiến trên đường phố Essling.

2h sáng ngày 21 tháng 5, lực lượng đi đầu quân đoàn VI (Áo) – gồm 4 tiểu đoàn bộ binh và 8 khối kỵ binh tiền vệ – xuất kích đánh vào Aspern. Quân Áo ban đầu tiêu diệt được các tiền đồn Pháp ở ngoại vi, nhưng khi người Áo tiến sâu vào thị trấn, họ gặp phải sự kháng cự mạnh của 2 tiểu đoàn Pháp thuộc sư đoàn Molitor. Quân Pháp đã dần dần chặn được đà tiến công của địch. Sau đó, quân tiên phong quân đoàn I (Áo) tiến hành một đợt công kích mới vào Aspern, nhưng quân Pháp đã nhận được viện binh từ 4 trung đoàn ngoài Aspern và đẩy lùi được quân Áo. Một đợt tấn công thứ ba của quân Áo cũng thất bại với thương vong khá lớn. Đến 17h chiều, Karl tự mình đem 20 tiểu đoàn đánh phá Aspern từ nhiều hướng. Quân Áo đã thọc sâu vào thị trấn và đánh bật quân địch khỏi nhà thờ và nghĩa địa của Aspern sau nhiều trận giáp lá cà hết sức đẫm máu. Lúc 18h, quân Áo đã chiếm được phần lớn Aspern và các đơn vị Pháp phòng thủ Essling hao tổn hơn 1 nửa quân số của mình sau nhiều giờ giao tranh. Masséna xua 4 nghìn quân phản kích vào Aspern nhưng không thành công.
Sau khi chiếm Aspern, Karl lệnh cho quân đoàn II hợp lực với quân đoàn kỵ binh dự bị tấn công trung tâm quân Pháp. Trong lúc kỵ binh Áo đang di chuyển, thống chế Pháp Jean-Baptiste Bessières đã chủ động xua một bộ phận kỵ binh Pháp cùng các chư hầu Đức (chẳng hạn như Baden và Hesse) phản kích vào đội hình địch. Kỵ binh Pháp tiêu diệt được các toán tiên phong của kỵ binh Áo, nhưng sau đó bị chôn chân trước hỏa lực mạnh của bộ binh Áo. Bessières đành rút kỵ binh về tuyến xuất phát, nhưng ngay sau đó ông ta chỉnh đốn lại lực lượng để chuẩn bị một đợt xung phong mới. Khoảng 19h, Napoléon cũng chi viện 1 lữ đoàn thiết kỵ cho Bessières và chỉ thị cho ông ta tấn công theo 3 hàng dọc. Lần xung phong thứ hai của kỵ binh Pháp diễn biến tương tự như lần đầu: kỵ binh Bessières vượt qua 2 tuyến đầu của quân Áo nhưng sau đó bị các khối bộ binh dày đặc của Áo ghìm chân. Trước sự kháng cự mạnh của bộ binh Áo cùng những đòn phản kích của kỵ binh Áo do Liechstenstein chỉ huy, kỵ binh Pháp một lần nữa rút chạy về tuyến xuất phát, nhưng đã đạt được mục tiêu là ngăn cản quân Áo đánh vào trung tâm quân Pháp.
Cũng như ở Aspern, giao chiến bùng phát rất dữ dội ở Essling trong suốt ngày 21 tháng 5. Tại đây, 25 tiểu đoàn Áo của Rosenberg đã mở nhiều đợt công kích mạnh vào lực lượng phòng thủ của sư đoàn Boudet (thuộc quân đoàn IV Pháp, nhưng được giao cho tư lệnh quân đoàn II Jean Lannes chỉ huy). Tuy nhiên, quân Pháp đã biến kho thóc của Essling thành một pháo đài phòng thủ kiên cố và bẻ gãy tất cả cuộc tấn công này. Khi đêm gần xuống, Lannes xua kỵ binh ồ ạt phản kích đánh quân đoàn IV (Áo). Quân thiết kỵ Pháp và các đơn vị khinh kỵ của chư quân Württemberg chiến đấu rất dũng cảm; tuy nhiên, đến 18h quân Áo đã chặn được cuộc tấn công của kỵ binh Pháp; quân Pháp chết và bị thương rất nhiều. Khoảng một thời gian sau 19h, quân đội 2 phe đều kiệt sức và tạm ngưng giao chiến cho đến hết ngày 20 tháng 5. Trong đêm, người Pháp đã đưa thêm một lực lượng lớn từ bờ nam sông Donau sang đồng bằng Marchfeld, nâng tổng số quân Pháp tham chiến ở Aspern-Essling lên khoảng 7 vạn người. Napoléon dự định sử dụng lực lượng này để bao vây 2 cánh sườn quân Áo và đập nát trung tâm của Karl. Để làm được điều đó, Napoléon trước tiên ra lệnh cho Masséna phản kích chiếm lại Essling vào đầu hôm sau.

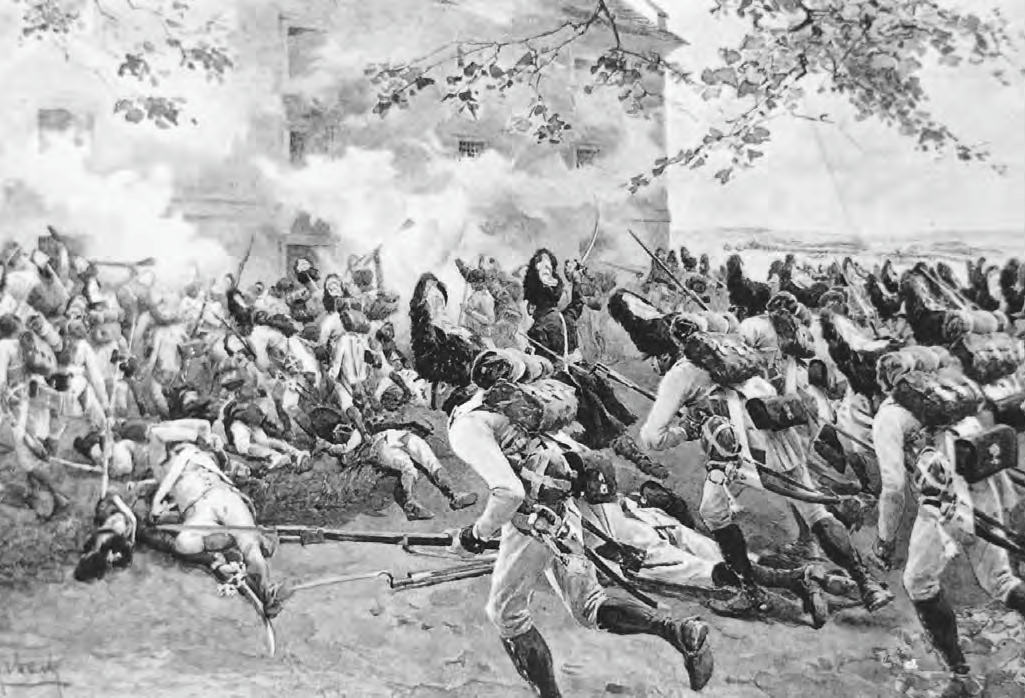
Quân Áo tấn công Essling.

Rạng sáng ngày 22 tháng 5, Masséna tổ chức phản công vào Aspern. Quân Áo bẻ gãy được đợt tấn công đầu tiên của địch, nhưng sau đó Masséna tự mình dẫn quân xông lên đánh bật người Áo khỏi Aspern. Cùng lúc đó, quân Pháp tiếp tục giữ vững Essling trước các đợt tấn công của Rosenberg. Trước những điều kiện thuận lợi này, Napoléon huy động quân đoàn II của Lannes đánh thốc vào trung tâm quân địch. Được sự yểm trợ của thiết kỵ và khinh kỵ Pháp, bộ binh của Lannes đã loại 2 trung đoàn người Hungary khỏi vòng chiến và dần dần phá vỡ trung tâm của Áo. Khi lực lượng trung tâm Áo có dấu hiệu tan vỡ, Karl đích thân phi ngựa lên trước hàng quân và động viên binh sĩ giữ vững trận tuyến. Sự liều lĩnh của vị vương gia này đã gây nên tâm lý phấn khích cho toàn quân Áo. Kết quả là quân Áo củng cố lại trận tuyến và bẻ gãy các đợt tấn công của Lannes. St. Hilaire, 1 bộ tướng tài ba của Lannes, đã bị thương nặng do trúng đạn đại bác Áo. Napoléon sai Bessières mang thiết kỵ đến tiếp sức cho Lannes, nhưng kỵ binh Pháp chưa kịp gặp bộ binh Áo thì đã bị kỵ binh Áo giáng 1 đòn thất bại thê lương. Lannes yêu cầu Napoléon đưa quân đoàn của Louis Nicolas Davout từ bờ nam sang trợ chiến, nhưng quân Davout không thể vượt sông do các cầu của Pháp vừa bị tàu hỏa công Áo phá hủy. Đến 11h, Napoléon quyết định rút dần quân đoàn II về đảo Lobau, đồng thời đôn đốc công binh sửa cầu nhanh chóng để quân sĩ rút lui.
Cuộc rút lui của quân đoàn Lannes ban đầu diễn ra trong trật tự, nhưng không lâu sau tình hình trở nên tồi tệ cho quân Pháp. Bên trái Napoléon, các trung đoàn bộ binh Splenyi và Benjowsky (Áo) đã xông lên dưới sự yểm hộ của pháo binh và đánh bật quân Pháp khỏi phần lớn Aspern bằng 1 trận cận chiến. Masséna tung 3 tiểu đoàn Cận vệ vào Aspern nhưng vẫn đánh không lại quân Áo.. Ở trung tâm trận địa, Karl triển khai pháo binh bắn bầm dập đội hình quân đoàn II, khiến Lannes phải xin cho đội Cựu Cận vệ đi kèm các tân binh của ông ta để ngăn ngừa họ tháo chạy tán loạn. Cuộc khủng hoảng lên tới đỉnh điểm khi Liechtenstein hợp lực với quân cánh trái Áo đánh bật quân Pháp khỏi hầu hết Essling, quân Pháp chỉ còn giữ được kho thóc của thị trấn. Napoléon chỉ thị rút toàn bộ lực lượng về đảo Lobau, nhưng đồng thời dùng một số tiểu đoàn Cận vệ phản kích vào Essling để ngăn chặn địch địch truy kích và câu giờ cho công binh Pháp hoàn tất sửa cầu. Tuy bị tổn thất 1/4 binh lực, các đơn vị Cận vệ Pháp đã chiếm lại được một phần đáng kể của Essling. Tình huống bất ngờ này đã buộc Karl hạ lệnh cho lực lượng trung tâm và cánh trái ngưng tấn công để chỉnh đốn đội ngũ. Giao tranh giữa cánh phải Áo với cánh trái Pháp gần Aspern kéo dài đến cuối chiều mới hết, nhưng vào thời điểm 16h, trận đánh về cơ bản đã kết thúc và quân Pháp rút lui an toàn về Lobau. 

## Kết quả
Sau 2 ngày giao chiến, đại công tước Karl và quân đội Áo đã làm phá sản cuộc tấn công của người Pháp lên bờ trái sông Donau, đưa đến thất bại quân sự lớn đầu tiên trong sự nghiệp của Napoléon I. Theo sử gia David Chandler, quân đội Pháp chịu thiệt hại rất lớn với ít nhất 2 vạn sĩ quan, binh sĩ thiệt mạng, thương tật hoặc bị bắt. Trong số này có nhiều tướng giỏi như St. Hilaire (chết sau trận đánh do bị nhiễm trùng từ vết thương), Pouzet, Espagne (đều bị giết tại trận), Legrand (bị thương 2 lần) và đặc biệt là Lannes – một trong những thống chế trung thành nhất của Napoléon, đã bị trọng thương do trúng đạn pháo Áo trong lúc đang chỉ huy quân đoàn II rút lui khỏi trận địa. Lannes chết ngày 30 tháng 5 và đối với Napoléon, đây là 1 tổn thất không thể bù đắp. Phía Áo cũng bị thương vong nặng nề, trong đó 4288 người thiệt mạng, 16326 bị thương, 1903 mất tích và 803 bị bắt làm tù binh. Tuy nhiên, trận Aspern-Essling vẫn là 1 thành tích quân sự lớn của người Áo, nếu xét rằng quân đội Pháp là quân đội mạnh nhất châu Âu lúc bấy giờ và đã liên tục đánh bại Áo trong 3 cuộc chiến từ năm 1792 đến 1805.
Sau chiến thắng Aspern-Essling, Karl quyết định cho quân ở lại bờ bắc sông Donau để chỉnh đốn hàng ngũ, chứ không phản công chiếm lại Viên và đánh bật quân Pháp khỏi Áo. Thái độ bị động này của Karl vô hình chung đã tạo điều kiện cho Napoléon đúc kết bài học kinh nghiệm từ trận Aspern-Essling và chuẩn bị một cuộc tấn công mới vào Marchfeld. Đến đầu tháng 7 năm 1809, Napoléon đã tập trung được một lực lượng khổng lồ dọc theo sông Donau, đồng thời công binh Pháp đã xây xong những cây cầu rắn chắc từ bờ nam sông Donau đến Lobau, và từ Lobau đến Marchfeld. Ngày 4 – 5 tháng 7, đại quân Pháp vượt sông Donau lần thứ 2 và hội chiến với quân đội của Karl trong trận Wagram. Cũng như ở Aspern-Essling, quân Áo đã chặn được nhiều đợt tấn công của Pháp và gây cho địch tổn thất ghê gớm, nhưng đến cuối trận đánh ưu thế về quân số và pháo binh của Pháp đã đem lại chiến thắng cho họ. Kết quả trận Wagram đã làm suy nhược tinh thần chiến đấu của người Áo và buộc triều đình Áo phải điều đình với Pháp.